# Men of Honor - L'onore degli uomini
Men of Honor - L'onore degli uomini (Men of Honor) è un film del 2000 diretto da George Tillman Jr. e ispirato alla vera storia di Carl Brashear che fu il primo marinaio afroamericano ad ottenere l'abilitazione al servizio di palombaro e a divenire, nel 1970, Primo capo palombaro della marina militare statunitense.

## Trama
Carl Brashear decide di lasciare il Kentucky, suo paese natio, per entrare nella Marina statunitense. Viene così imbarcato sulla nave di salvataggio USS Hoist, dove viene assegnato alla cambusa. Carl si ispira al coraggio di uno dei subacquei della nave, ovvero al Primo capo palombaro Billy Sunday, e decide di lanciarsi in acqua per fare il bagno nonostante quello non fosse il giorno designato per le persone di colore. Nell'occasione però viene adocchiato da un suo superiore che, vedendo la grande velocità di Carl in mare, decide di promuoverlo a marinaio. Il giovane si avvicina così al suo sogno, ovvero superare il razzismo presente all'interno della marina e diventare il primo afroamericano della storia a diventare Primo capo palombaro. Per due anni Carl scrive oltre cento lettere prima che l'arma lo accetti nella scuola per palombari, e, una volta entrato, dovrà fare i conti con il suo superiore che non ne vuole sapere di permettere ad un nero di diventare palombaro e farà di tutto per farlo desistere dal suo proposito ma senza riuscirci.
Brashear lotta per superare le sue carenze scolastiche dovute al fatto che lasciò la scuola ancora bambino per contribuire al lavoro nella fattoria della sua famiglia. Riceve così l'aiuto della sua futura moglie, un aspirante medico, che lavora part-time nella biblioteca pubblica di Harlem, New York. Carl dimostra il suo valore di subacqueo salvando un compagno che si era immerso durante un'esercitazione di salvataggio. Purtroppo, a causa del razzismo del comandante "Mr. Pappy", la medaglia per le azioni eroiche di Brashear viene invece data ad un altro studente che, a differenza sua, fuggì di fronte al pericolo. Carl comincia anche a prendere buoni risultati nelle materie teoriche, guadagnandosi così il posto di palombaro (gli bastava infatti completare un'ultima prova senza bisogno di finirla in un tempo determinato). Durante questa però, che consisteva in un assemblaggio subacqueo utilizzando un sacchetto di attrezzi, il sacchetto di Brashear viene tagliato, così da far disperdere gli attrezzi al suo interno. Nonostante questo riesce incredibilmente a completare l'assemblaggio dopo circa 9 ore e mezza, completando così la scuola di immersione e guadagnando anche l'ammirazione silenziosa di Billy e dei suoi compagni subacquei.
Il comandante Billy però, viene numerose volte retrocesso di grado a causa del suo comportamento inopportuno e della sua mancanza di rispetto a numerosi ufficiali. Al contrario suo invece, Brashear viene promosso numerose volte fino a diventare nel 1966 un vero e proprio eroe nazionale per il recupero di una bomba atomica. I due si incontrano nuovamente quando Carl, persa la gamba sinistra per un incidente accaduto durante il recupero della bomba H, si sta allenando per tentare di rientrare nei ranghi della Marina Militare. Brashear non perde la speranza di tornare al suo lavoro e decide quindi di farsi tagliare la gamba ferita così da mettersi una protesi e ritornare al lavoro. La burocrazia della marina statunitense però non vede di buon occhio la decisione di Carl e cerca di ostacolarlo. Ma Billy, deciso ad aiutare l'afroamericano, entra in aula e dà sostegno morale al suo ex allievo durante i cosiddetti "12 passi", ovvero una prova che consiste nell'alzarsi da solo con la tuta da palombaro e il casco di rame addosso del peso complessivo di 130 kg e compiere 12 passi senza nessun tipo di aiuto. Carl riesce a superare la prova e viene reinserito tra i palombari. Alla fine del film si apprende che due anni dopo Brashear riuscirà a diventare un Primo capo palombaro e che lavorerà in marina per altri nove anni.

## Produzione
L'attrezzatura da palombaro presente nel film è la vera attrezzatura subacquea usata dalla Marina Militare statunitense a partire dal 1915 fino al 1985. Cuba Gooding Jr. ha girato le scene subacquee con una tuta regolamentare da palombaro della marina, il cui peso è di circa 80 kg (fuori dall'acqua). Abituarsi a muoversi con la tuta ed a vincere il senso di claustrofobia che si prova al suo interno, è stato uno degli impegni maggiori.

## Colonna sonora
La musica del film, composta da Mark Isham, comprende le seguenti canzoni:
1. Win - Brian McKnight
2. I Wish It Would Rain - The Temptations
3. Say When - Marvin Gaye
4. The Navy Diver - Mark Isham
5. A Son Never Forgets - Mark Isham
6. Bounce Dive - Mark Isham
7. Fouled! - Mark Isham
8. Gwen - Mark Isham
9. The Breath Holding Contest - Mark Isham
10. Jo - Mark Isham
11. Men of Honor - Mark Isham

## Distribuzione
Negli Stati Uniti il film è uscito nelle sale cinematografiche il 10 novembre 2000. In Italia, invece, è uscito il 13 aprile 2001

### Versione Italiana
La direzione del doppiaggio italiano è di Ferruccio Amendola, su testi a cura di Mauro Trentini, per conto della C.D. Cine Doppiaggi. La sonorizzazione, invece, venne affidata alla SEFIT-CDC.

## Accoglienza
Il film uscì nelle sale cinematografiche statunitensi a partire dal 10 novembre del 2000 e divenne in poco tempo un grande successo al botteghino. Guadagnò infatti poco più di 82 milioni di dollari contro un budget di soli 32 milioni di dollari. Il film è stato anche accolto benevolmente dalla critica, che elogiò in particolare l'interpretazione dei due attori protagonisti.

## Riconoscimenti
- 2000 -  Satellite Awards
  - Candidatura Miglior attore non protagonista a Robert De Niro
- 2001 - BET Awards
  - Candidatura Miglior attore a Cuba Gooding Jr.
- 2001 - Black Reel Awards
  - Candidatura Miglior film
  - Candidatura Miglior attore a Cuba Gooding Jr.
  - Candidatura Miglior sceneggiatura a Scott Marshall Smith
- 2001 - Image Awards
  - Candidatura Miglior film
  - Candidatura Miglior attore a Cuba Gooding Jr.
  - Candidatura Miglior attrice non protagonista a Aunjanue Ellis
- 2002 -  Grammy Awards
  - Candidatura Miglior canzone scritta per un film, televisione o altri media audio-visivi per "Win" di Brian McKnight
  - Candidatura Miglior colonna sonora per un film, televisione o altri media audio-visivi a Mark Isham

## Curiosità
- Da una battuta di questo film Giorgio Faletti ha tratto il titolo per il suo quarto romanzo, Io sono Dio.[7]
- Questo è l'ultimo film in cui Robert De Niro ha nella versione italiana la voce di Ferruccio Amendola, morto il 3 settembre 2001.[8] Dopo la sua morte, il suo posto fu preso da Stefano De Sando come doppiatore di De Niro, che lo aveva già doppiato a partire da Mission.